# Панагия (эпитет)
Панаги́я (греч. Παναγία — «Всесвятая») — первоначально эпитет Богоматери, а затем также и название, относимое ко многим её иконографическим образам, а также посвящённым ей храмам и монастырям.
Первоначально Панагия — эпитет Богоматери. В византийской традиции иногда так называли иконографию Богородицы «Знамение», когда она показана в виде Оранты с младенцем Христом «во чреве».
В древнерусском искусстве эпитет «Всесвятая» прилагали к изображениям типа Зна́мения, Покрова́, Платите́ры, Ора́нты.